# Meister der Erbachschen Tafeln
Meister der Erbachschen Tafeln ist der Notname eines italienischen Malers aus der 1. Hälfte des 14. Jahrhunderts.
Der unbekannte Meister ist der Schöpfer von zwei Tafeln mit Darstellung der Apokalypse des Johannes, die sich heute in der Staatsgalerie Stuttgart befinden. Die Tafeln waren bis 1970 im Besitz der Familie zu Erbach-Fürstenau; daher kommt der Notname. Das ungewöhnliche Format der langgestreckten Tafeln lässt ihre Verwendungsmöglichkeit ungeklärt. Noch ungewöhnlicher ist ihre Darstellungsform: Auf dunkelblauem Grund verteilt schweben 44 Darstellungen der Apokalypse, von links nach rechts zu lesen; in Camaieu (ausschließlich monochrom in Gold), nur Blut und Feuer in leuchtendem Rot. Die Bilder sind eng mit Giotto verbunden, allerdings zierlicher und preziöser. Von den zwei Herkunftsthesen (Siena oder Neapel) hat sich heute die erste durchgesetzt: Sie wurden wohl von Robert von Anjou in Auftrag gegeben und zeigen die Auswirkungen eines Aufenthalts Giottos in Neapel zwischen 1328 und 1333.